# Carlos Pellegrini (Santa Fe)
Carlos Pellegrini is een plaats in het Argentijnse bestuurlijke gebied San Martín in de provincie Santa Fe. De plaats telt 5062 inwoners.

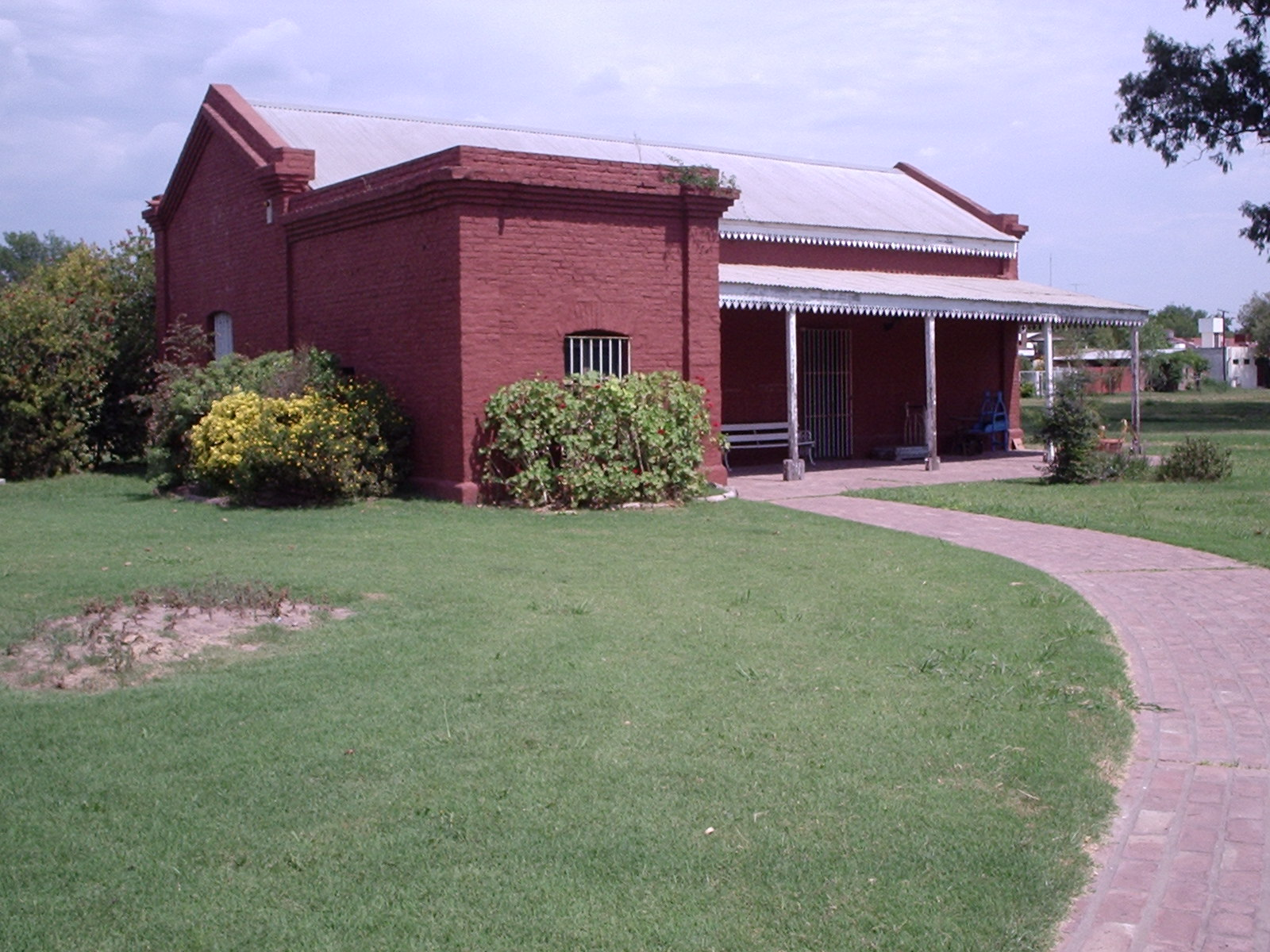
Museum
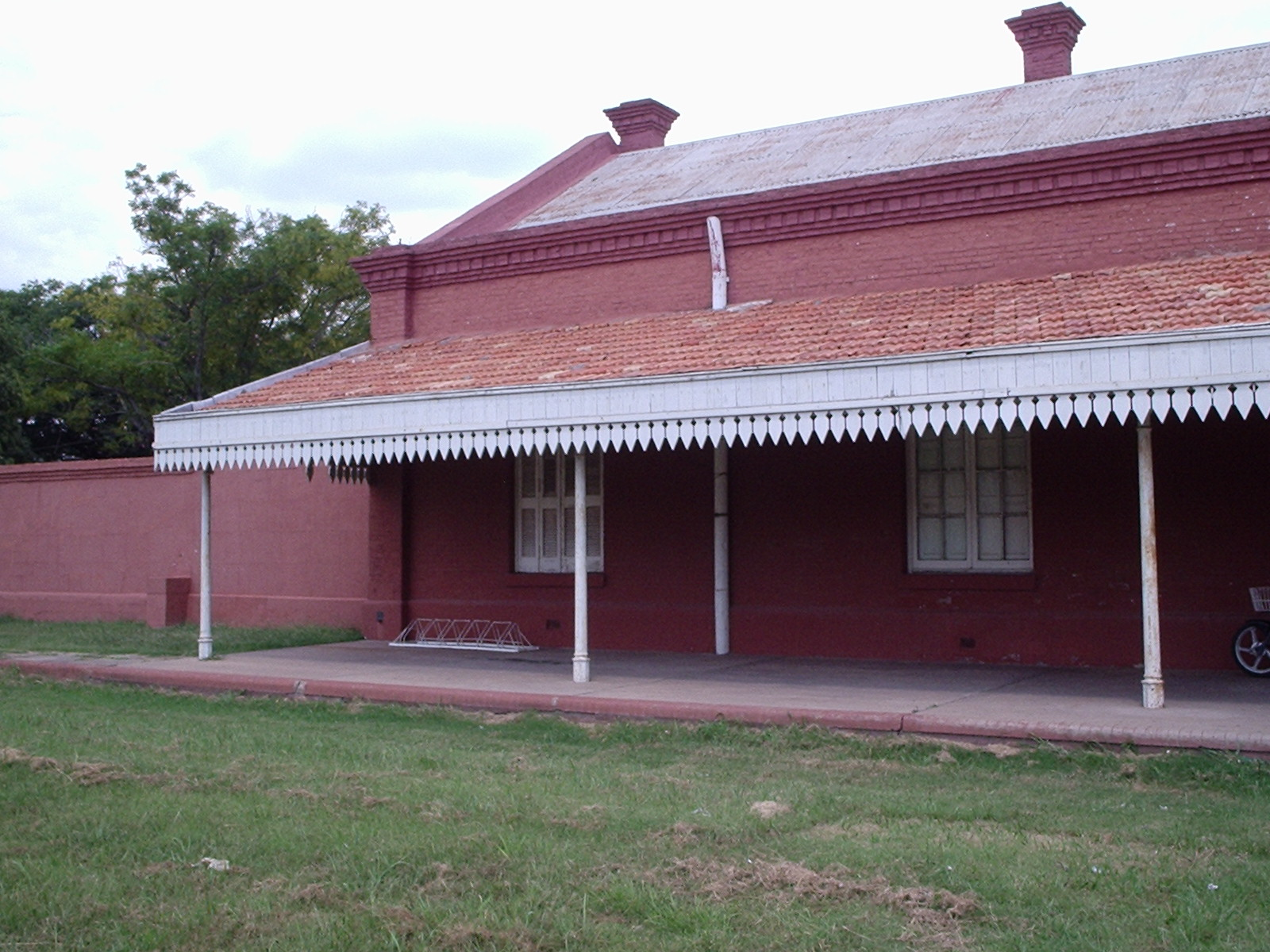
Station
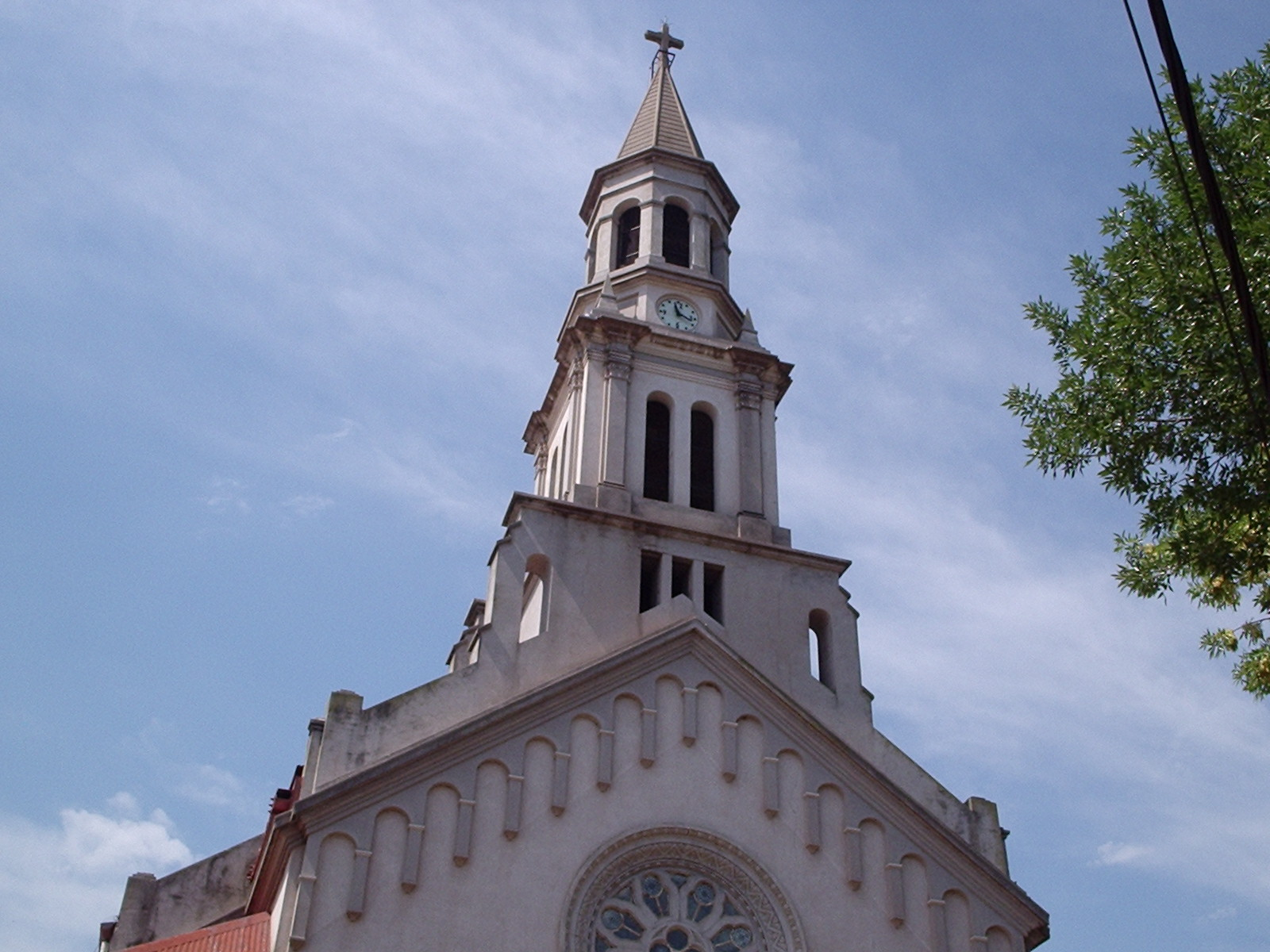
Parochiekerk